# Antonie Iorgovan
Antonie Iorgovan (Sichevița, 9 agosto 1948 – Vienna, 4 ottobre 2007) è stato un politico e giurista romeno.
Esperto in diritto amministrativo e costituzionale, in qualità di presidente della commissione parlamentare di redazione della Costituzione della Romania, passò alla storia come "padre della Costituzione" entrata in vigore nel 1991. Fu poi giudice della Corte costituzionale tra il 1992 e il 1996.
Fu senatore nel corso di tre legislature. La prima volta tra il 1990 e il 1992, quando fu l'unico parlamentare indipendente non affiliato ad alcuna formazione politica eletto in occasione delle elezioni del 1990. Vinse un seggio in senato nuovamente nel 2000 e nel 2004, presentandosi nelle liste del Partito Social Democratico (PSD).

## Formazione e carriera professionale
Nato nel villaggio di Gornea nel territorio del comune di Sichevița (distretto di Caraș-Severin), nel 1962 iniziò gli studi superiori presso il liceo misto di Reșița e nel 1964 si trasferì al liceo militare Ștefan cel Mare di Câmpulung Moldovenesc, conseguendo il diploma nel 1966. Fu poi per un anno allievo presso la scuola militare per ufficiali Nicolae Bălcescu di Sibiu.
Tra il 1968 e il 1972 studiò giurisprudenza all'Università di Bucarest, conseguendo la laurea con una media del 9,87/10, miglior studente del corso in diritto pubblico di quell'anno. Nel 1979 conseguì il titolo dottorale con una tesi dal titolo Răspunderea contravențională. Nel 1982 seguì un seminario di specializzazione a Salisburgo.
Avvicinatosi al Partito Comunista Romeno (PCR), fu attivo nelle associazioni studentesche di partito e, tra il 1973 e il 1977, fu vicepresidente e presidente del consiglio delle associazioni degli studenti dell'Università di Bucarest.
Subito dopo la laurea, nel 1972 iniziò la sua attività di docente presso l'Università di Bucarest, percorrendo tutti i passi della carriera didattica. Fu assistente stagista (1972-1975), assistente titolare per le discipline di diritto costituzionale, amministrativo, finanziario e del lavoro (1975-1980), lettore di diritto amministrativo e scienza dell'amministrazione (1981-1990), conferenziere di diritto amministrativo (1990-1993) e professore titolare (dal 1993). Dal 1995 fu direttore della scuola dottorale in diritto amministrativo dell'Università di Bucarest.
Tra gli anni 1995-1996 e 2003-2004 fu visiting professor presso la facoltà di giurisprudenza dell'Università Paris 1 Panthéon-Sorbonne. Dal 1995 fu presidente del consiglio scientifico dell'Istituto di scienze amministrative della Romania di Sibiu. Nel 1998 fu nominato rettore del neonato ateneo privato dell'Università Romena-Tedesca di Sibiu. Insegnò, inoltre, anche per l'Università Nicolae Titulescu di Bucarest.
Oltre all'attività didattica, nel 1996 si iscrisse all'ordine degli avvocati di Bucarest e aprì il proprio studio legale, esercitando pienamente la professione.

## Carriera nelle istituzioni

### Padre della Costituzione del 1991
In seguito alla rivoluzione romena del 1989 che rovesciò la dittatura comunista di Nicolae Ceaușescu nacque un organo di potere provvisorio guidato dall'ex dissidente del PCR Ion Iliescu, il Consiglio del Fronte di Salvezza Nazionale (CFSN), ridenominato Consiglio Provvisorio di Unità Nazionale (CPUN) nel febbraio 1990. Il CFSN si proponeva di guidare la transizione alla democrazia e traghettare il paese fino alle prime libere elezioni indette per il maggio 1990, che avrebbero nominato i componenti l'assemblea costituente.
Tra il dicembre 1989 e il giugno 1990 Iorgovan lavorò come esperto nella commissione giustizia, costituzione e diritti dell'uomo del CFSN, ritrovandosi fra gli autori delle prime leggi relative alla pubblica amministrazione e alla prima tornata elettorale.
Candidatosi per il senato nel distretto di Caraș-Severin, organizzò la logistica e finanziò autonomamente la propria campagna elettorale in occasione delle elezioni del 20 maggio 1990, risultando l'unico parlamentare indipendente non iscritto ad alcun partito eletto nella I legislatura. Fece parte, in ogni caso, del gruppo parlamentare del Partito Nazionale Liberale (PNL). Fu membro della commissione di redazione del regolamento del senato e, soprattutto, fu presidente della commissione di redazione del progetto della nuova carta costituzionale della Romania, composta da 23 parlamentari e cinque esperti di diritto costituzionale.
Apprezzati dal presidente della repubblica Ion Iliescu e da quello del senato Alexandru Bărlădeanu, i suoi sforzi gli valsero l'appellativo di "padre della Costituzione". Il progetto elaborato dalla commissione fu votato favorevolmente dal parlamento il 21 novembre 1991 e ratificato da un referendum popolare celebratosi l'8 dicembre dello stesso anno.
La Costituzione della Romania del 1991 fu elaborata nel contesto scaturito dalla caduta del regime e si basò sui nuovi principi costituzionali europei. Questa, valutata favorevolmente da Iliescu e dal partito di maggioranza di centro-sinistra del FSN, ma avversata dai gruppi di opposizione di centro destra (PNL, PNȚCD), stabiliva la sovranità nazionale del popolo romeno, la separazione dei poteri dello stato e la libertà d'espressione, specificando che la forma di governo era quella della repubblica semipresidenziale, nella quale il potere esecutivo era rappresentato dal presidente della repubblica e dal governo.

### Giudice della corte costituzionale e ritorno in politica
Il 9 giugno 1992 il senato lo indicò come nuovo giudice della Corte costituzionale per un incarico di nove anni. Rassegnate le proprie dimissioni da senatore, tuttavia, non completò il mandato presso la corte. Nel giugno 1996, infatti, decise di fare ritorno in politica, provando ad entrare nuovamente in parlamento legandosi al piccolo partito ecologista del Movimento Ecologista di Romania (MER), del quale fu presidente dal 1996 al 1998. Alle elezioni parlamentari del 1996 il MER si presentò insieme a PUR e PDAR in una coalizione denominata Unione Nazionale di Centro (UNC), ma i risultati furono disastrosi e l'alleanza, che non raggiunse la soglia di sbarramento, si disciolse dubito dopo il voto.

### Senatore del Partito Social Democratico
Nel 1998 si iscrisse al Partito della Democrazia Sociale di Romania (PDSR) di Iliescu, ottenendo presto la nomina a membro del consiglio nazionale del partito. Nel giugno 2000, in occasione delle elezioni amministrative locali, fu eletto per un seggio nel consiglio del distretto di Prahova. Mantenne tale posizione fino al mese di novembre quando, candidatosi nella stessa circoscrizione, conseguì l'elezione al senato, riuscendo a tornare in parlamento dopo otto anni. Vincitore delle elezioni del 2000, il PDSR formò un governo con a capo Adrian Năstase e l'anno dopo cambiò nome in Partito Social Democratico (PSD).
Nel corso della legislatura Iorgovan partecipò alle commissione sulla giustizia, a quella sulle pari opportunità e a quella per la revisione della costituzione, le cui proposte ebbero il proprio risultato nella riforma costituzionale approvata dal referendum del 18 e 19 ottobre 2003. Rieletto anche nel 2004, fu confermato membro nella commissione giustizia, fu indicato come vicepresidente della commissione per il regolamento del senato e partecipò a quella per gli affari europei e a quella sullo statuto delle sedute comuni di camera e senato.
Nel corso della sua militanza nel PSD Iorgovan fu abitualmente contrario ad alcune decisioni dei colleghi, a volte con esternazioni sopra le righe, ma fu profondamente fedele all'unità del partito e alla leadership onoraria del presidente della repubblica Iliescu. Al riguardo di Iliescu, Iorgovan affermò che lo riteneva una cima della politica romena e un simbolo della stabilità della democrazia in Romania. Fu, infatti, tra i suoi più strenui difensori nell'ambito dell'inchiesta giudiziaria che lo vedeva imputato per i fatti della mineriada del giugno 1990.
La sconfitta del PSD contro la coalizione di centro-destra Alleanza Giustizia e Verità (D.A.) alle elezioni del 2004, tuttavia, inasprì la situazione interna del partito. Iorgovan fece durissime dichiarazioni contro Adrian Năstase, per le quali rischiò l'espulsione dal PSD. In tono di sfida, inoltre, all'inizio del 2005 comunicò alla stampa di essere pronto a concorrere per la presidenza del partito nel caso in cui si fosse presentato anche Năstase. I rapporti con il nuovo presidente del PSD Mircea Geoană, eletto nello stesso anno, parimenti, non furono dei migliori. Mentre Geoană fu pronto ad invitare Iorgovan a lasciare il PSD a causa delle pesanti affermazioni che lo riguardavano, l'intervento di Iliescu ne evitò l'allontanamento. Oltre a ciò, nel 2006 fu temporaneamente sospeso su decisione della commissione etica del PSD, che riteneva poco consona la difesa processuale da parte di Iorgovan in qualità di avvocato di Omar Hayssam, imprenditore accusato di terrorismo.
Nel 2007, in ogni caso, fu a sostegno di Geoană nel conflitto istituzionale contro il presidente della repubblica Traian Băsescu e lo supportò nell'elaborazione di un documento mirato a sospendere il presidente dalle proprie funzioni. L'impeachment di Băsescu, tuttavia, non riuscì e questi rientrò in carica dopo lo svolgimento del referendum del maggio 2007.
Malato di tumore al pancreas da diverso tempo, Iorgovan si sottopose nel corso del 2007 a controlli medici specialistici in Austria. Ricoverato presso l'Ospedale universitario d'emergenza di Bucarest (SUUB), il 29 settembre 2007 fece ritorno nella stessa clinica di Vienna, dove morì il 4 ottobre all'età di 59 anni. Fu sepolto al cimitero Bellu di Bucarest dopo una funzione funebre officiata dal vescovo patriarcale Vincențiu Ploieșteanul. Cavaliere dell'Ordine del fedele servizio, alla morte gli fu riconosciuta una cerimonia con onori militari.

## Aspetti controversi

### Toni duri contro personalità politiche
Nel corso della militanza nel PSD dimostrò più volte un temperamento vulcanico. Apostrofò l'ex primo ministro Adrian Năstase, accusandolo di essere circondato da una comitiva di omosessuali, massoni e criminali, mentre nel 2005 diede dell'imbecille al presidente del partito Mircea Geoană dopo che questi ebbe avanzato l'ipotesi della creazione di un parlamento monocamerale. Năstase rispose per le rime e qualificò Iorgovan come un elettrone uscito dall'orbita, mentre Geoană dichiarò che, benché invecchiato, Iorgovan era il bambino terribile della politica romena.
Iorgovan non risparmiò epiteti neanche agli avversari politici. Il presidente della repubblica Traian Băsescu fu definito «toro comunale» per via della sua posizione dominante all'interno del Partito Democratico, mentre il ministro della giustizia Monica Macovei fu etichettata come «erbivora», per via delle accuse riferite al suo presunto consumo di marijuana. Durante una trasmissione televisiva, inoltre, venne ad insulti con il conduttore Marius Tucă.

Nel 2005 nel corso di un'intervista, riferendosi a se stesso in terza persona, dichiarò ad Academia Cațavencu:
(Antonie Iorgovan)

### Avvocato difensore di personaggi sgraditi all'opinione pubblica
La sua carriera politica avanzò parallelamente a quella di avvocato. Negli anni fu legale di alcuni personaggi imputati in processi che ebbero un forte impatto sull'opinione pubblica e che ebbero un riflesso negativo anche sul piano della sua immagine. Difese, ad esempio, Gheorghe Domocoș, direttore di un'agenzia del ministero dell'agricoltura accusato di aver accettato delle tangenti, Adrian Tărău, accusato di contrabbando di combustibili, ed Omar Hayssam, sospettato di terrorismo. L'ultimo caso gli costò una sospensione temporanea dal PSD.

## Vita privata
Fu sposato con Niculina Iorgovan, ex giudice dell'Alta corte di cassazione e giustizia, con la quale ebbe un figlio, George Antonie Iorgovan.

## Pubblicazioni
Fu autore di numerosi corsi di diritto amministrativo e di diritto costituzionale. Pubblicò più di 50 studi su riviste specialistiche. Tra le sue pubblicazioni come autore principale o collaboratore si annoverano:
- (RO) Constituția României, comentată și adnotată, Bucarest, Regia Autonomă „Monitorul Oficial”, 1992.
- (RO) Drept constituțional și instituții politice, Editura Galeriile „J.L.Calderon", 1994.
- (RO) Odiseea elaborării Constituției, Târgu Mureș, Ed. „Vatra Românească”, 1998.
- (RO) Tratat de Drept administrativ, Nemira, 2000.
- (RO) Revizuirea Constituției României - Explicații și comentarii, Ed. Rosetti, 2003.
- (RO) Constituția României, revizuită, comentarii și explicații, Ed. All Beck, 2004.
- (RO) Noua lege a contenciosului administrativ - geneză și explicații, Ed. Roata, 2004.